# Holanthus expergitus
Holanthus expergitus is een zee-egel uit de familie Hemiasteridae.
De wetenschappelijke naam van de soort werd in 1874 gepubliceerd door Sven Ludvig Lovén.